# Zarzeka (Boczów)
Zarzeka – część wsi Boczów w Polsce położona w województwie małopolskim, w powiecie bocheńskim, w gminie Łapanów.
W latach 1975–1998 Zarzeka należała administracyjnie do województwa tarnowskiego.